# ویتربی (نیویورک)
ویتربی (به انگلیسی: Witherbee) یک منطقهٔ مسکونی در ایالات متحده آمریکا است که در نیویورک واقع شده‌است. ویتربی ۱٫۹۰ کیلومتر مربع مساحت و ۳۴۷ نفر جمعیت دارد و ۳۸۸ متر بالاتر از سطح دریا واقع شده‌است.